# 女と海賊 (1959年の映画)
『女と海賊』（おんなとかいぞく）は、1959年に公開された伊藤大輔監督の日本映画。
1923年に公開された野村芳亭監督、伊藤大輔脚色による同名作品の再映画化。

## スタッフ
以下のスタッフ名等は特に記載がない限りKINENOTEに従った。
- 監督 - 伊藤大輔
- 製作 - 永田雅一
- 脚本 - 伊藤大輔、八尋不二 [2]
- 原作 - 伊藤大輔
- 企画 - 辻久一、高椋廸夫
- 撮影 - 宮川一夫
- 美術 - 西岡善信
- 音楽 - 伊福部昭
- 録音 - 大谷厳[3]
- 照明 - 中岡源権
- 編集 - 宮田味津三
- 風俗考証 - 甲斐庄楠音

## キャスト
以下の出演者名と役名はKINENOTEに従った。
- 長谷川一夫 - 御崎庄五郎
- 京マチ子 - 綾衣 / お糸
- 木村功 - 幸七
- 三田登喜子 - 環
- 弓恵子 - 小金
- 毛利郁子 - 錦
- 倉田マユミ - お百
- 千葉敏郎 - 種子島の常
- 舟木洋一 - お女郎・竹
- 小堀阿吉雄 - ゴロ丑
- 田崎潤 - 大ノ字の安
- 堺駿二 - 豆太夫
- 河津清三郎 - 川島源次郎
- 若杉曜子 - 太夫一
- 緑美千代 - 太夫二
- 綾英美子 - 太夫三
- 楠とし子 - 都
- 武田正憲 - 伊留満兵衛
- 伊達三郎 - 転法利平
- 宮坊太郎 - 法印大八
- 寺島貢 - 中山太一郎
- 阿部脩 - 御相撲松
- 羅門光三郎 - 題目の伊三
- 四代目 浅尾奥山 - 大脇治右衛門
- 神田耕二 - 左り桝の市
- 清水明 - 印伝の彦
- 春日清 - 大明神の安
- 桜井勇 - 縄手の助
- 河田好太郎 - 海賊
- 遠山金四郎 - 海賊
- 愛原光一 - 海賊

## 同時上映
- 『魔笛若衆』